# 品都斯山脉

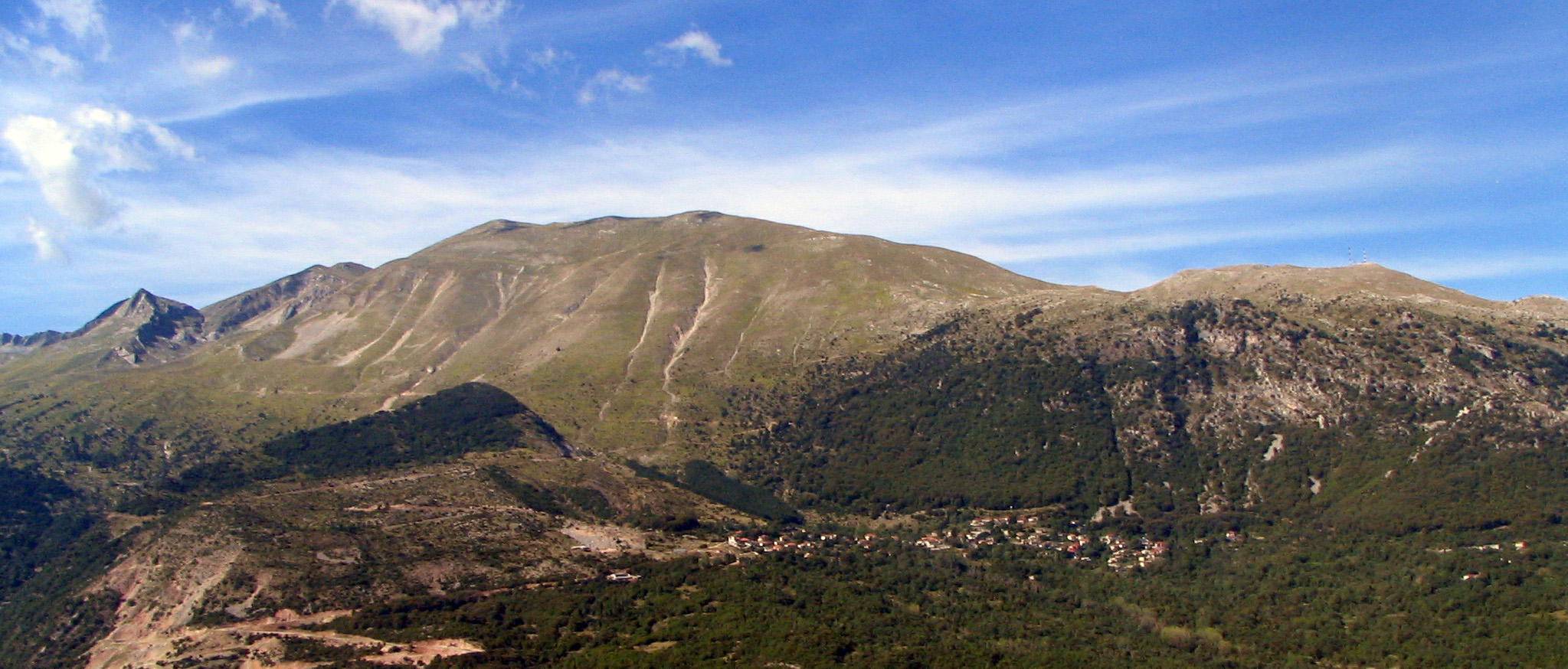
品都斯山脉

品都斯山脉（希臘語：Πίνδος）是希腊北部的山脉，延伸至阿尔巴尼亚南部。为迪纳拉山脉的余脉。长约270公里，宽45—60公里。最高山峰斯莫利卡斯山，海拔2,637米。地处伊庇鲁斯大区和色萨利大区的分界线上。维约萨河发源于此。

## 品都斯国家公园
品都斯国家公园成立于1966年。